# Barraca XLVI (Aiguamúrcia)
La Barraca XLVI és una obra d'Aiguamúrcia (Alt Camp) inclosa a l'Inventari del Patrimoni Arquitectònic de Catalunya.

## Descripció
És una barraca de planta rectangular. Les seves dimensions interiors són de 3'30 metres de fondària per 2'10 metres d'ample, i coberta amb falsa cúpula i una alçada màxima de 2'40 metres.
La seva façana té una alçada de 2'37 metres i una amplada de 3'50 metres. El seu portal està acabat amb una llinda, actualment partida, coronada per un magnífic arc de descàrrega.
Actualment està oberta del sostre i pateix una esllavissada en el seu mur nord. El seu interior està ple de brutícia.
Valdria la pena la seva restauració només que per conservar l'elegant arc de descàrrega que llueix al damunt del portal.